# Grupo Financiero Banorte
Grupo Financiero Banorte, S.A.B. de C.V. (conocido simplemente como Banorte, versión acortada de Banco Mercantil del Norte, y como Ixe), es una institución financiera y bancaria mexicana, fundada el 21 de julio de 1992 en la ciudad de Monterrey, Nuevo León y con su sede en la Zona Metropolitana de Monterrey en  San Pedro Garza García, Nuevo León. Es uno de los cuatro bancos más grandes de México y Latinoamérica, en términos de activos y préstamos, y el administrador más largo de afores.
Grupo Financiero Banorte opera su banco comercial bajo las marcas Banorte e Ixe, quienes ofrecen cuentas de ahorro, tarjetas de crédito, préstamos, hipotecas y préstamos comerciales y de automóviles. Su cartera de préstamos vigente fue de $ 35 mil millones (USD) en 2014. La compañía cotiza en la Bolsa Mexicana de Valores y en Latibex.
Banorte tiene 1269 sucursales y 7297 cajeros automáticos en todo el país, y además, también cuenta con sucursales en algunos países centroamericanos y sudamericanos. También recibe depósitos a través de 5200 establecimientos comerciales, como farmacias, tiendas de abarrotes y supermercados.

## Historia

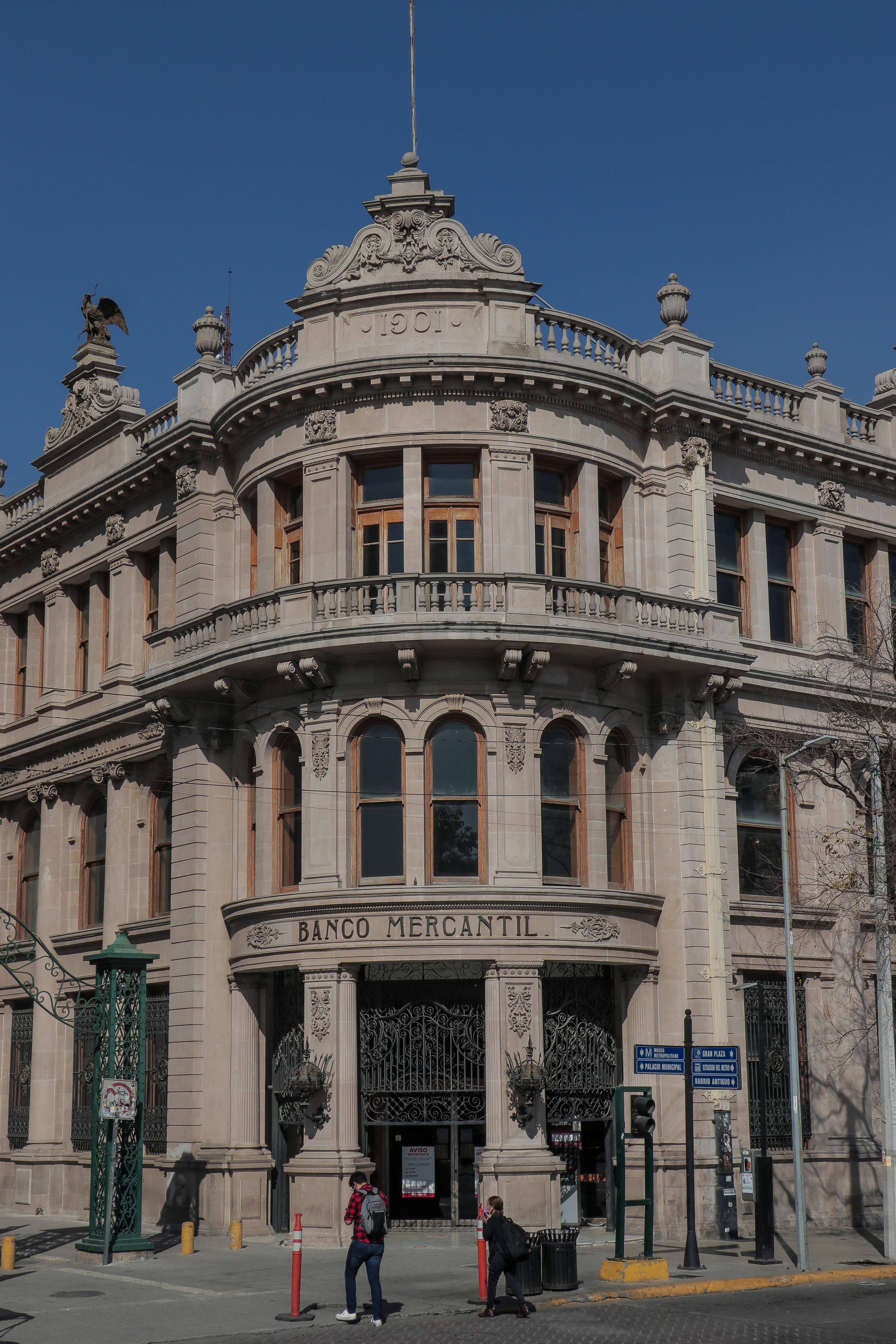
Fachada de Acceso Edificio Banco Mercantil de Monterrey

A finales del siglo XIX, la ciudad de Monterrey presentaba una intensa actividad industrial y comercial (producto del establecimiento de las vías ferroviarias y la industria del acero). En ese contexto, los empresarios decidieron fundar una institución de crédito. El 27 de julio de 1899, la Secretaría de Hacienda y Crédito Público otorgó la concesión para el establecimiento de la institución crediticia.
El 16 de noviembre de 1899, se firmó ante el notario público Francisco L. Pérez el acta constitutiva que establecía al Banco Mercantil de Monterrey. En 1947 el mismo grupo fundó el Banco Regional del Norte. En 1982, mediante un decreto de nacionalización, el Banco Mercantil de Monterrey y el banco Regional del Norte se convierten en Sociedades Nacionales de Crédito.
En 1986 el Banco Regional del Norte y el Banco Mercantil de Monterrey se fusionaron, naciendo así el Banco Mercantil del Norte, S.N.C., nombre que refiere la unión de ambas instituciones. La decisión fue fundamentada en que dichas instituciones operaban en la misma zona, atendiendo el mismo mercado.
El 2 de octubre de 1990 se constituyó Arrendadora Banorte, S.A. de C.V. El 16 de enero de 1991 se constituyó Factor Banorte, S.A. de C.V. El 8 de marzo de 1991 se constituyó Almacenadora Banorte, S.A. de C.V.
En el proceso de la privatización de la banca mexicana, el 12 de junio de 1992 se llevó a cabo la subasta en la cual participaron dos grupos, el primero estuvo representado por Humberto Lobo Morales, Antonio Velazco Gómez y Fernando Olvera Escalona; y el segundo por Roberto González Barrera, Juan Antonio González Moreno y Federico Graf Campos, Siendo triunfador este último. El grupo que encabezó Roberto González Barrera, ofreció 1,775.60 millones de nuevos pesos, lo que equivalió a 4.25 veces el capital contable del Banco Mercantil del Norte, S.A.
En 1993 se adquiere AFIN Casa de Bolsa S.A. a partir de ese momento se pudo lograr con la infraestructura corporativa, creándose formalmente el Grupo Financiero Banorte.
A mediados de los años 90, Banorte contaba con una red de sucursales de 157 en 11 estados de la república, inicia con la expansión y crecimiento de Banorte. En 1997 adquiere a Banco del Centro y Banpaís, con el objetivo alcanzar nuevos mercados y así incorporar 105 sucursales más a la red del banco con la compra de Bancentro y con la adquisición de Banpaís aumentó la cobertura a 160 sucursales adicionales a su red, con esto pasó de cubrir de 14 a 29 entidades del país.
En el 2002 compra al Grupo Financiero Bancrecer para que de esta manera Grupo Financiero Banorte se convierte en una institución con cobertura nacional. En 2006, adquiere el 70 % de los activos de Inter National Bank de Texas, poco tiempo después compra el 100 % del banco estadounidense. En 2010, Banorte anunció la compra del 100 % de las acciones de Grupo Financiero Ixe, el cual pagó alrededor de 1300 millones de dólares. Esta adquisición, transformó a Grupo Financiero Banorte en la tercera institución bancaria de más importancia dentro del sistema financiero de México. En 2017, Se convierte en el segundo banco más grande en México. Vende en 100 % de los activos de Inter National Bank de Texas a los dueños originales.
En 2020, se anuncia el lanzamiento oficial de RappiCard, una tarjeta de crédito Visa, como resultado de una alianza estratégica entre Rappi y Grupo Financiero Banorte.
En abril de 2022, Marcos Ramírez, director general de la empresa anunció su interés en comprar Banamex.

## Estructura de Grupo Financiero Banorte
- Casa De Bolsa
- Banca Minorista
- Banca Preferente
- Banca Patrimonial Y Privada
- Banca Pyme
- Banca Empresarial
- Banca Corporativa
- Bancas Especializadas
- Banca De Gobierno
- Banca Internacional
- Arrendadora, Almacenadora Y Factoraje
- Seguros Banorte
- Pensiones Banorte
- Afore XXI Banorte

### Banco Mercantil del Norte

#### Banca minorista
Este segmento atiende a clientes a través de sucursales, red de cajeros automáticos, canales alternativos (TPV, corresponsales externos y banca en línea, por teléfono y móvil) y nuestro centro de contacto. El segmento de banca minorista ofrece servicios a individuos, pequeñas y medianas empresas («PYME») y gobiernos estatales y municipales. Los productos y servicios ofrecidos a través de este segmento incluyen cuentas corrientes y de depósito, tarjetas de crédito y débito, créditos hipotecarios, préstamos para automóviles, préstamos de nómina y personales, cuentas de dispersión de nóminas, así como seguros de automóviles, viviendas y de vida ofrecidos a través de un acuerdo de venta cruzada con la afiliada Seguros Banorte, S.A. de C.V. (Seguros Banorte).
- Banca de consumo: Productos y servicios financieros para individuos a través de un enfoque multicanal. Los principales productos que ofrecemos en este segmento incluyen créditos hipotecarios, préstamos de nómina, tarjetas de crédito y préstamos para automóviles.
- Banca PYMES: Productos y servicios financieros para PYMES o individuos con actividades comerciales. Las soluciones principales: ahorros e inversiones, financiamiento y seguros comerciales ofrecidos a través de un acuerdo de venta cruzada con Seguros Banorte. Los productos y servicios pueden ser contratados individualmente, adaptándose al volumen de transacciones de cada compañía, o a través de «Solución Integral PyME», que permite contratar y activar varios productos y servicios a través de un solo acuerdo. Uno de los productos principales es CrediActivo Comercial, un producto de préstamo dirigido a pymes.
- Gobiernos estatales y municipales: Productos y servicios para los gobiernos estatales y municipales de México, que incluyen cuentas corrientes, financiamiento (préstamos a corto y largo plazo con frecuencia garantizados por contribuciones federales (aportaciones federales), administración de efectivo y servicios de pago de nómina).

#### Banca mayorista
Segmento de banca mayorista comprende Banca Corporativa y Empresarial, Banca Transaccional, Banca de Gobierno y Banca Internacional.
- Banca corporativa y empresarial: especializados en soluciones financieras integrales para clientes corporativos y empresariales a través de varias formas de financiamiento especializado, que incluyen préstamos estructurados, préstamos sindicados, financiamiento para adquisiciones y planes de inversión. También ofrecen administración de efectivo, cobros, servicios de fideicomiso, pago de nómina, cuentas corrientes, líneas de crédito y préstamos como CrediActivo Empresarial (un producto parcialmente garantizado por un banco mexicano de desarrollo Nacional Financiera, S.N.C. («NAFIN»)). Los clientes en este segmento generalmente consisten en compañías multinacionales, grandes corporaciones mexicanas y empresas medianas que operan en una amplia gama de sectores.
- Banca transaccional: ofrecen a clientes corporativos y empresariales un modelo integral de soluciones de administración de efectivo y banca en línea, que abarca servicios de venta, implementación y postventa, con el objetivo de aumentar los niveles de ventas cruzadas.
- Gobierno federal: brindan servicios financieros al gobierno federal, empresas estatales productivas, entidades descentralizadas (como instituciones de seguridad social y fideicomisos públicos) y otras entidades a nivel federal. Los productos y servicios ofrecidos incluyen cuentas corrientes, préstamos, administración de efectivo y servicios de pago de nómina. También ofrecen servicios integrales de asesoría sobre finanzas públicas para aumentar la recaudación de impuestos y controlar y administrar los gastos, y preparamos diagnósticos financieros para diseñar perfiles adecuados para el pago de la deuda a través de una sólida estructura financiera y legal, con el objetivo de fortalecer la condición financiera y la calidad crediticia de los clientes.
- Banca internacional: ofrecen productos y servicios a clientes corporativos, de banca empresarial y PYMES para ayudarlos con las necesidades comerciales internacionales, así como a proporcionar servicios de banca corresponsal a instituciones financieras extranjeras.

### Banorte Ahorro y Previsión
Sociedad Sub-controladora de Grupo Financiero Banorte, en términos de la Ley para Regular las Agrupaciones Financieras, mantiene la tenencia accionaria de las entidades financieras integrantes del Grupo relativas a contingencias de previsión social, esto es, Seguros, Pensiones (jubilaciones) y Afore.

#### Pensiones Banorte
Institución de seguros y reaseguros de personas físicas y morales, ofreciendo servicios de protección y previsión en los ramos de vida, gastos médicos, autos y daños. Brindan estos servicios a través de los canales de Banca Seguros así como mediante el canal tradicional, integrado por agentes y corredores, participando en licitaciones a nivel federal, estatal y municipal.

#### Seguros Banorte
Institución de seguros y reaseguros de personas físicas y morales, ofreciendo servicios de protección y previsión en los ramos de vida, gastos médicos, autos y daños. Brindan estos servicios a través de los canales de Banca Seguros así como mediante el canal tradicional, integrado por agentes y corredores, participando en licitaciones a nivel federal, estatal y municipal.

### Afore XXI Banorte
Es una de las administradoras de fondos para el retiro, cuyos objetivos son abrir, administrar y operar cuentas individuales de los trabajadores, así como recibir, individualizar y canalizar los recursos de las subcuentas que las conforman en los términos de las leyes de seguridad social, además de administrar sociedades de inversión. La Afore fomenta el ahorro voluntario enfatizándolo como el mejor instrumento de ahorro con beneficios fiscales y una importante herramienta para alcanzar una mejor pensión.

### Casa de Bolsa Banorte-Ixe
Es un intermediario autorizado para operar en el mercado bursátil realizando operaciones de: compra-venta de valores, asesoramiento en colocación de valores y operaciones con valores y fondos de inversión, asesoría financiera, estructuración y manejo de portafolios, administración de activos y banca de inversión.
Banorte-Ixe Casa de Bolsa tiene una amplia gama de asesores y expertos financieros en la banca trabajando para el servicio de sus clientes. Ofrece los servicios de Banca Privada y Patrimonial, Análisis y Estrategia. Ofrece las mejores soluciones financieras del mercado bursátil en cuanto a administración de inversiones y portafolio.
Su plataforma de Interbursátil permite a sus clientes invertir valores listados en la Bolsa Mexicana de Valores (Mercado de Capitales, Mercado Global y Fondos de Inversión) por su propia cuenta o con la experiencia de algún asesor financiero.

### Operadora de Fondos Banorte
Subsidiaria encargada de la administración de activos, distribución, valuación, promoción y adquisición de las acciones que emitan los fondos de inversión, depósito y custodia de activos objeto de inversión y acciones de fondos de inversión.

### Arrendadora y Factor Banorte
Su actividad principal es celebrar contratos de arrendamiento financiero y operativo de bienes muebles e inmuebles, así como celebrar operaciones de factoraje financiero, operaciones para la adquisición de los derechos de crédito a favor de proveedores de bienes y servicios y el descuento o negociación de títulos y derechos de crédito provenientes de contratos de factoraje.

### Venta de inmuebles y Cesiones de Derechos
Banorte ofrece un portal en línea, inmueblesbanorte.com.mx, donde pone a la venta propiedades recuperadas mediante cesiones de derechos litigiosos y/o adjudicatarios. Estas propiedades, disponibles en diversas ciudades de la República Mexicana, se encuentran en proceso legal, por lo que su adquisición requiere de una comprensión sólida del proceso jurídico involucrado. Es importante destacar que estas operaciones no aceptan financiamiento hipotecario, ya que se trata de la cesión de derechos sobre inmuebles en litigio o adjudicados, y la transacción debe realizarse de contado. Los interesados deben asumir los costos legales y estar preparados para posibles procesos judiciales adicionales.

## Dirigencia

### Asambleas de Accionistas
La Asamblea General de Accionistas es el órgano supremo de la Sociedad y podrá acordar, revocar y ratificar todos los actos y operaciones de ésta. Las Asambleas Generales son ordinarias y extraordinarias. Ambas se reunirán en cualquier tiempo que fueren convocadas en el domicilio social.
Las Asambleas Generales Ordinarias Anuales –por lo regular convocada durante abril– entre otros temas, discutirán y en su caso aprobarán el balance del ejercicio anual, la asignación de la Utilidad Neta, así como otros reportes del ejercicio anual; además, nombrarán al Presidente del Consejo de Administración, Consejeros Propietarios, Consejeros Suplentes y Secretario del mismo Consejo, definiendo los emolumentos a pagar; de igual forma, nombrarán al Presidente del Comité de Auditoría y Prácticas Societarias.

### Consejo de Administración
El Consejo de Administración es el órgano supremo de supervisión de la gestión del Grupo Financiero Banorte, así como la entidad que toma las acciones necesarias para asegurar un sano Gobierno Corporativo, salvaguardando así los intereses de los accionistas, clientes, empleados, proveedores y las comunidades a las que sirve.